# Middle Branch Croton River
Middle Branch Croton River, nazywana również Townsend Mill River – rzeka w Stanach Zjednoczonych, w stanie Nowy Jork, w hrabstwie Putnam. Jako jeden z dopływów rzeki Croton jest częścią nowojorskiej sieci wodociągowej. Zarówno długość cieku, jak i powierzchnia zlewni nie zostały oszacowane przez USGS.
Rzeka bierze swój początek w jeziorze Carmel, a kończy go w zbiorniku Croton Falls Reservoir. Zbiorniki retencyjne utworzone na rzece to: Middle Branch Reservoir oraz Croton Falls Reservoir (utworzono go budując zaporę wodną w miejscu połączenia się Middle Branch Croton River oraz West Branch Croton River).